# Scyllarus bicuspidatus
Scyllarus bicuspidatus är en kräftdjursart som först beskrevs av De Man 1905.  Scyllarus bicuspidatus ingår i släktet Scyllarus och familjen Scyllaridae. Inga underarter finns listade i Catalogue of Life.